# Хардиков, Яков Давыдович
Я́ков Давы́дович Хардиков (18 сентября 1909, Хардиково, Курская губерния — 2 февраля 2003, Киев) — участник Великой Отечественной войны, Герой Советского Союза (1944), гвардии старший лейтенант. После войны работал начальником материально-технического снабжения Института технической теплофизики в Киеве.

## Биография
Яков Хардиков родился 18 ноября 1909 года в крестьянской семье в деревне Хардиково Анпилоговской волости Курского уезда Курской губернии, ныне село входит в Полянский сельсовет Курского района Курской области. Русский.
Окончил восемь классов средней школы. Работал заведующим складом в управлении продовольственных резервов в Белгороде.
В 1931 году призван в ряды Рабоче-крестьянской Краснуой Армии Стрелецким РВК Курской области. Действительную службу проходил в артиллерии. В 1933 году демобилизовался. После демобилизации работал в Белгороде. Затем жил и работал в Кургане.
С мая 1939 года член ВКП(б), в 1952 году партия переименована в КПСС.
В июне 1941 года в числе добровольцев призван военным комиссариатом Кургана и зачислен в артиллерийский дивизион 29-й гвардейской Унечской добровольческой мотострелковой бригады.
С 1943 года участвовал в боях Великой Отечественной войны на Брянском и 1-м Украинском фронтах. Дважды  ранен (27 июля 1943 и 24 июля 1944), контужен (28 марта 1944). С весны 1944 года — командир огневого взвода 3-й батареи артдивизиона 29-й гвардейской Унечской мотострелковой бригады 10-й гвардейской танковой дивизии.
Указом Президиума Верховного Совета СССР от 24 мая 1944 года за мужество, стойкость и отвагу, проявленные при освобождении города Каменец-Подольска, гвардии младшему лейтенанту Якову Давыдовичу Хардикову присвоено звание Героя Советского Союза с вручением ордена Ленина и медали «Золотая Звезда» (№ 2306)
С 1946 года старший лейтенант Я. Д. Xардиков — в запасе. Работал начальником материально-технического снабжения Института технической теплофизики. Жил в городе Киеве Киевской области.
Яков Давыдович Хардиков скончался 2 февраля 2003 года. Похоронен на Лесном кладбище (Киев).

## Награды
- Герой Советского Союза, 24 мая 1944 года[2]
  - Медаль «Золотая Звезда» № 2306
  - Орден Ленина
- Орден Красного Знамени, 13 августа 1944 года, по представлению к вторичному присвоению высшей Правительственной награды — званию Героя Советского Союза[3]
- Орден Александра Невского, 26 апреля 1945 года[4]
- Орден Отечественной войны I степени, 11 марта 1985[5]
- Орден Красной Звезды — дважды, 8 октября 1943 года[6]; 15 апреля 1945 года, по представлению к ордену Красного Знамени[7]
- медали.
- Почётный гражданин Каменца-Подольского (укр. Почесні громадяни Кам'янця-Подільського), март 1984 года

## Память
- Мемориальная доска установлена на одной из стел памятника воинам-землякам, погибшим в Великой Отечественной войне в центре села Полянское Курского района Курской области, открыта 9 декабря 2016 года[8].